# Dværgpingvin
 Der er for få eller ingen kildehenvisninger i denne artikel, hvilket er et problem. Du kan hjælpe ved at angive troværdige kilder til de påstande, som fremføres i artiklen.

Dværgpingvinen (Eudyptula minor) er den mindste pingvinart. Den lever på New Zealands kyst og på Tasmanien i Australien. I 1996 blev der observeret dværgpingviner i Chile. På Phillip Island på kysten af Victoria i Australien er dværgpingviner en meget populær turistattraktion.
Voksne dværgpingviner er cirka 40 centimeter høje og vejer omkring et kilogram. Den lever af fisk og blæksprutter.
Hunnen lægger 2 æg pr. kuld, og forældrene skiftes til at ruge. Rugetiden er ca. 35 dage. Når ungerne er 60 dage kommer de med ud til havet.